# Andrej Simonič
Andrej Simonič, slovenski politik, * ?.
Med 1. majem 1996 in 31. marcem 2000 je bil državni sekretar Republike Slovenije na Ministrstvu za finance Republike Slovenije.